# Quinta das Lágrimas

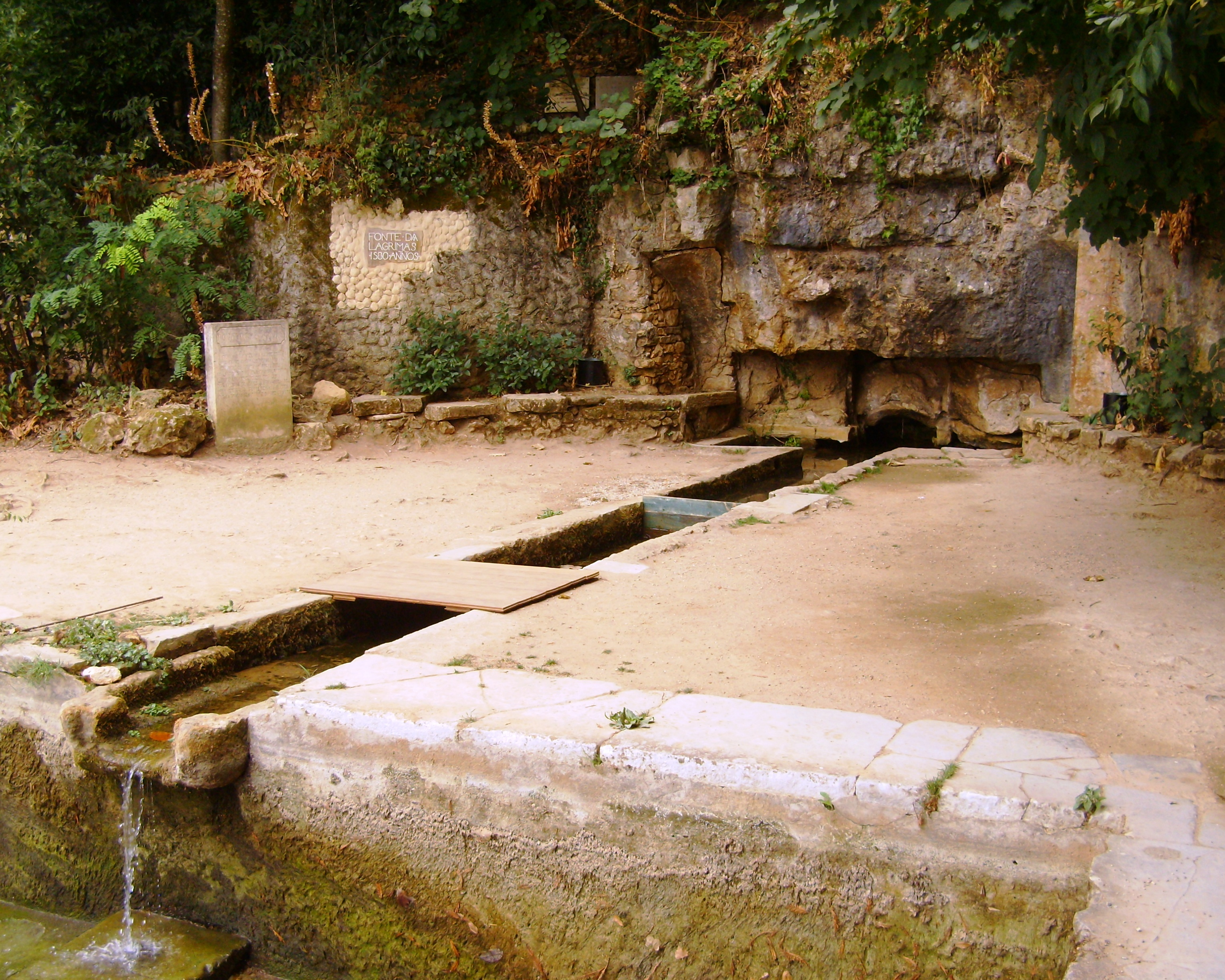
Font das Lágrimas

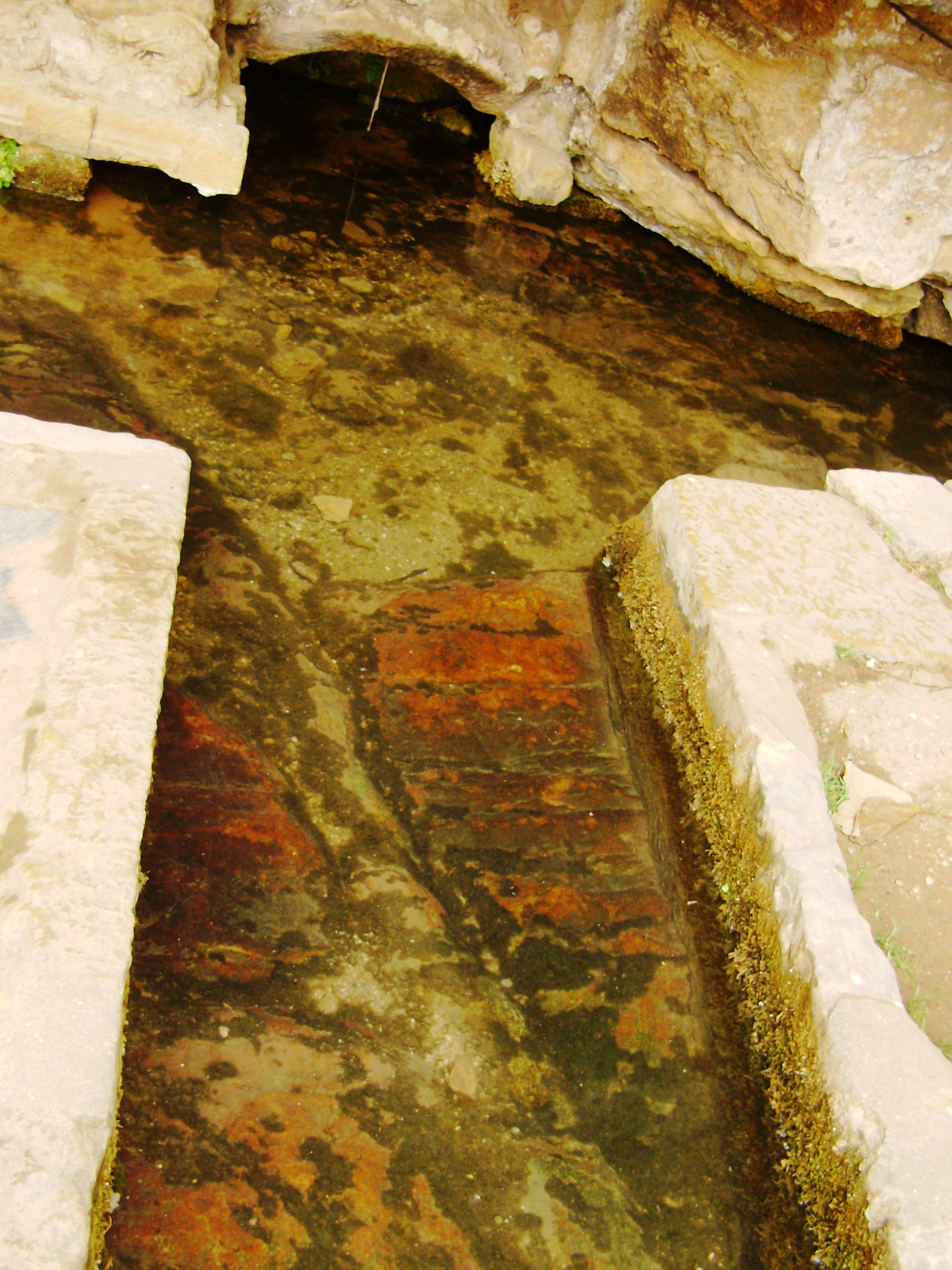
Font das Lágrimas: "sang" llegendària de Dona Inês

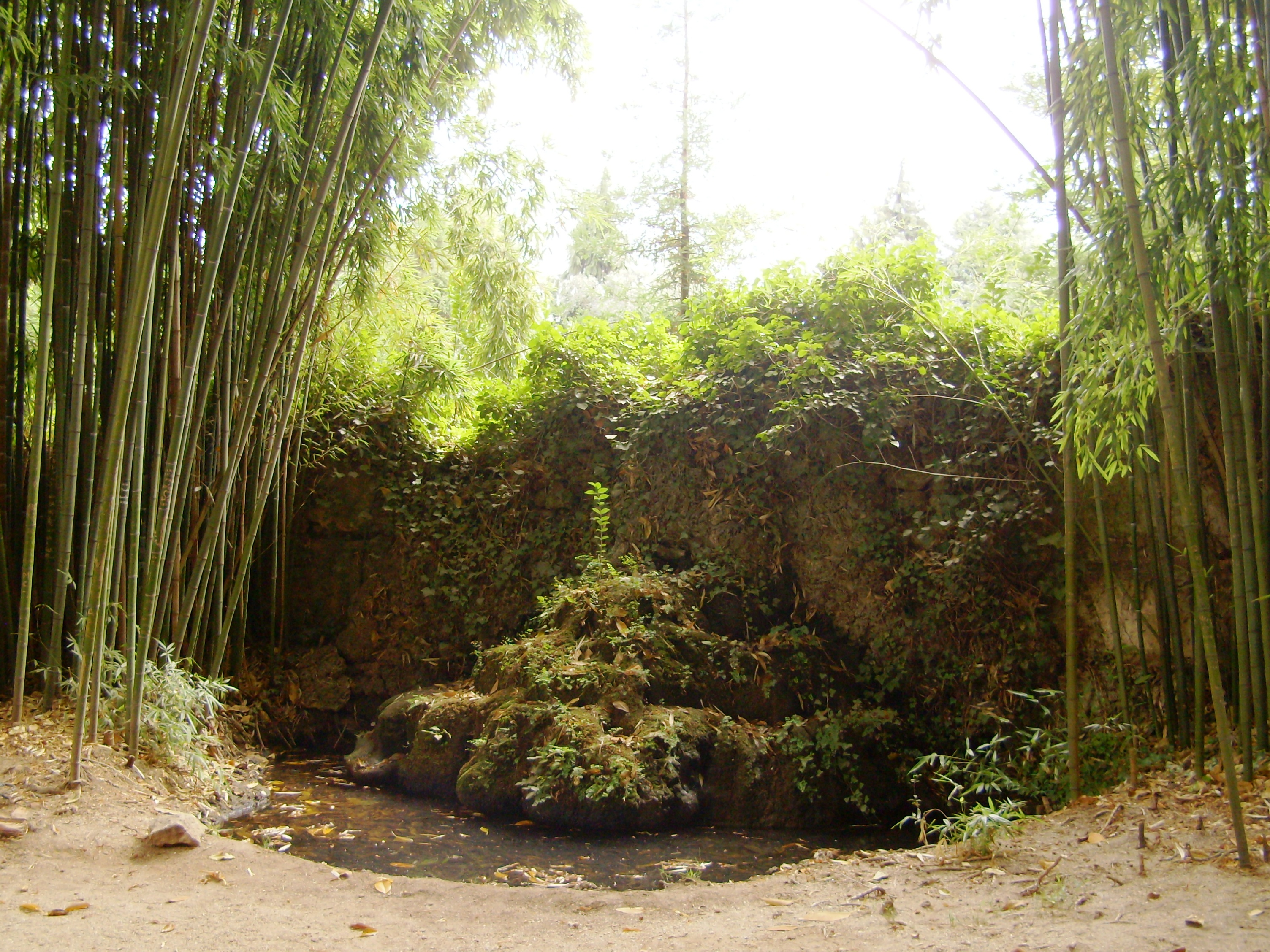
Font dos Amores

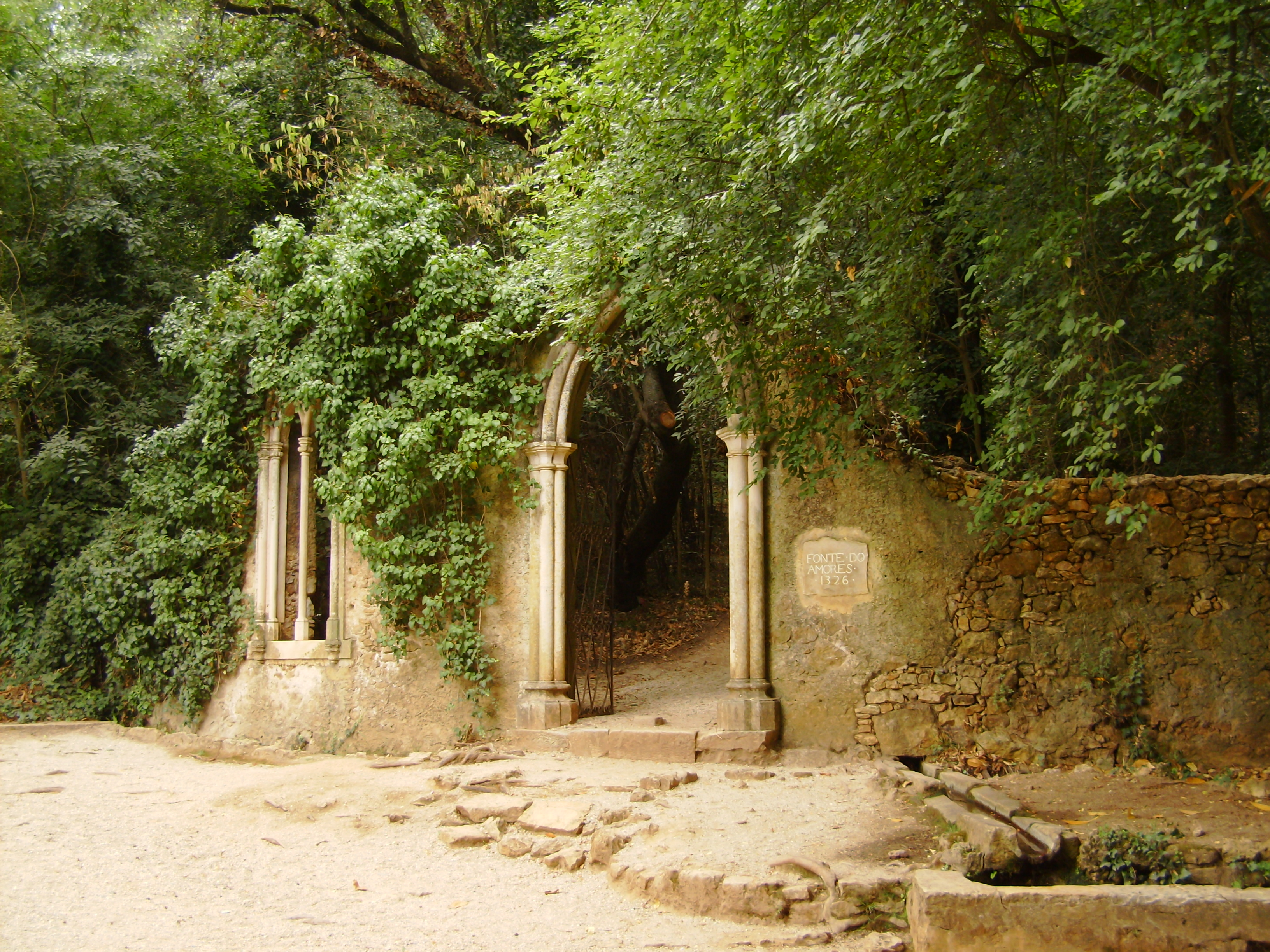
Portal i finestra neogòtics a la Font dos Amores

La Quinta das Lágrimas es troba al marge esquerre del Mondego, a la freguesia de Santa Clara, a la ciutat i municipi de Coïmbra, al districte del mateix nom, a Portugal.(1)
Ocupa una àrea de 18,3 hectàrees al voltant d'un palau del s. XIX que ara és un hotel.(2)
Els jardins existeixen des del s. XIV, i hi ha la Font dels Amors i la de les Llàgrimes. La quinta i les fonts són cèlebres per haver-hi estat escenari dels amors del príncep Pere (futur Pere I de Portugal) i d'Agnés de Castro, tema d'incomptables obres d'art al llarg dels segles.(1)

## Història
L'àrea de la llavors denominada "Quinta do Pombal" era vedat de caça de la família reial portuguesa des d'almenys el segle xiv.
El document més antic que esmenta la hisenda data de 1326, any en què Isabel d'Aragó, reina de Portugal, manà fer un canal per dur l'aigua de dues fonts al Convent de Santa Clara. La deu d'on eixia l'aigua s'anomenà "Font dos Amores", per haver-hi presenciat la passió de Pere, net de la sobirana, per Agnés de Castro, dama gallega que feia de dama de companyia de l'esposa de Pere, Constança Manuel. Aquesta font encara té un accés, per un arc ogival gòtic, datat del segle xiv. L'altra font de la quinta, una mica més distant de la primera en relació amb el convent, fou denominada per Luís de Camões en Els Lusíades, "Font das Lágrimas", perquè, segons la llegenda, nasqué de les llàgrimes d'Agnés en ser assassinada per Alfons IV de Portugal. La sang d'Agnés tacà les roques del jaç, encara roges després de sis segles i mig...(1)
"Les filles del Mondego, la mort obscura
Llarg temps plorant recordaren
I per memòria eterna en font pura
Les llàgrimes plorades transformaren
El nom li posaren que encara dura
Dels amors d'Agnés que allí passaren
Mireu quina font fresca rega les flors
Que les llàgrimes són aigua i el nom amors"
Els Lusíades, cant III.
Al llarg dels segles, la quinta fou propietat de la Universitat de Coïmbra i d'un orde religiós.
El 1650 s'emmurallà; se'n feren els camins i rases de terra i arbres; se'n construí el gran estany que rep l'aigua de la Font de les Llàgrimes i l'encaminava, per un canal, per alimentar el molí d'un celler d'oli.
El 1730 la quinta l'adquireix la família Osório Cabral de Castro, que va manar construir-hi un palau. Data d'aquest període l'actual nom de Quinta das Lágrimas.
El 1813, Arthur Wellesley, llavors encara vescomte de Wellington, comandant de les tropes lusobritàniques que defensaven el regne de les forces franceses de Napoleó, fou hoste de la quinta, a invitació del seu ajudant de camp, António Maria Osório Cabral de Castro. Wellington va plantar, per l'ocasió, dues sequoies (Sequoia sempervirens) prop de la Font dels Amors i col·locà una làpida amb la cèlebre estrofa d'Els Lusíades que situa la història de Pere i Agnés a la quinta.
Al voltant de 1850, Miguel Osório Cabral i Castro, fill d'António, manà fer el jardí romàntic que encara hui existeix, amb llacs i espècies vegetals exòtiques, en una espècie de museu vegetal. El seu nebot, Duarte de Alarcão Velasquez Sarmento Osório, besavi dels actuals propietaris, feu construir, junt a l'entrada de la mina manada fer per la reina Santa una porta en arc i una finestra neogòtiques que donen accés al jardí de la quinta.
Al segle xix hi feren algunes visites reials, com Miquel de Portugal i Pere II del Brasil(1872).
El palau originari fou destruït per un violent incendi el 1879, i després fou reconstruït a l'estil dels antics solars rurals portuguesos, amb biblioteca i capella. En l'àrea al voltant del palau encara es poden veure les restes de les antigues edificacions rurals com l'hórreo, el magatzem i el celler d'oli.(1)

### Laquintacontemporània
Els espais de la quinta i del palau foren recuperats en les dècades de 1980 i 1990, per l'arquitecte José Maria Caldeira Cabral.(2) 
Oberts al públic, els jardins de la Quinta das Lágrimas, mantinguts per la Fundació Inês de Castro, són membres de l'Associació Portuguesa de Jardins i Llocs Històrics.(2)

## Galeria

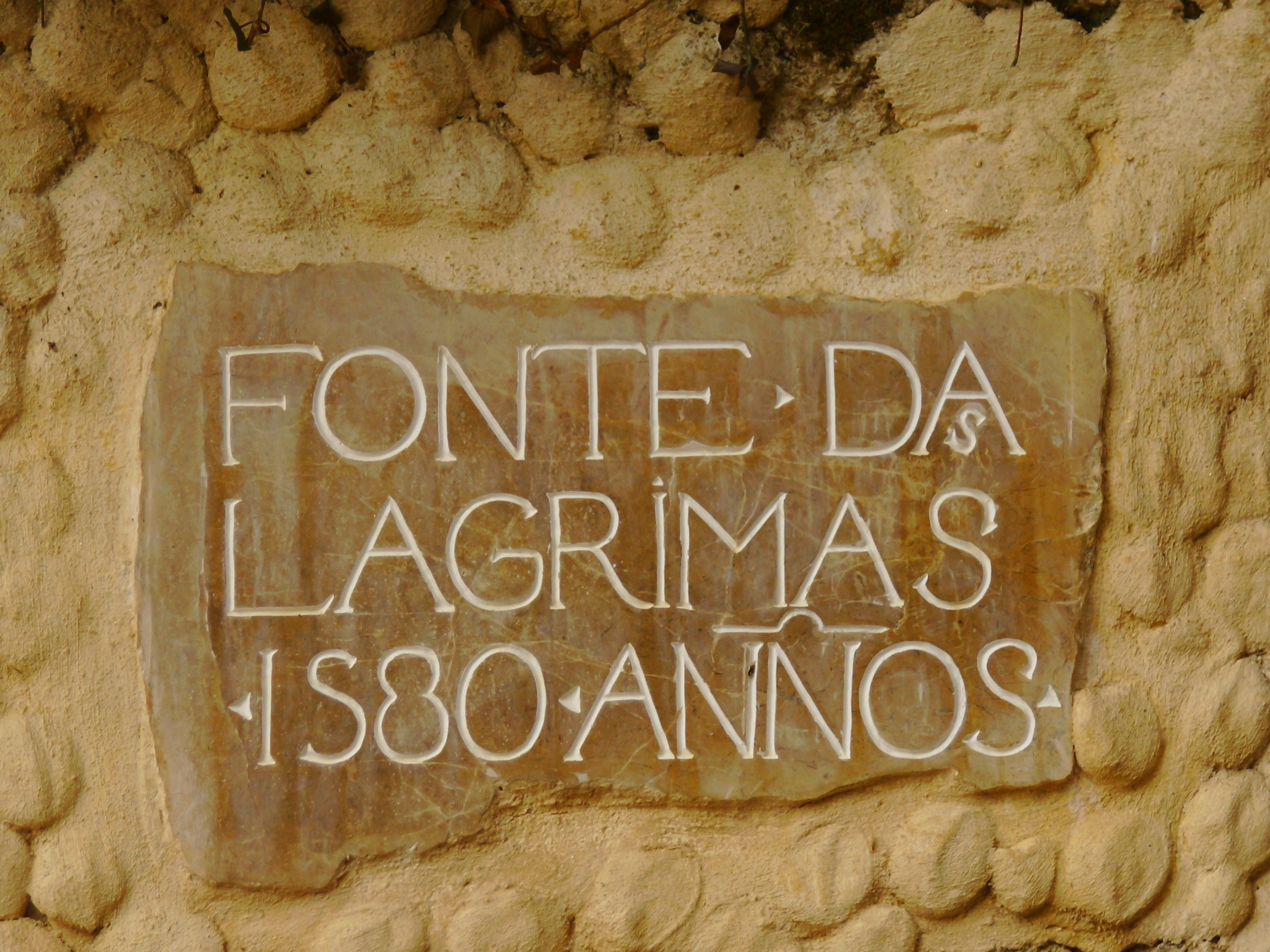
"Font das Làgrimas": deu (detall)
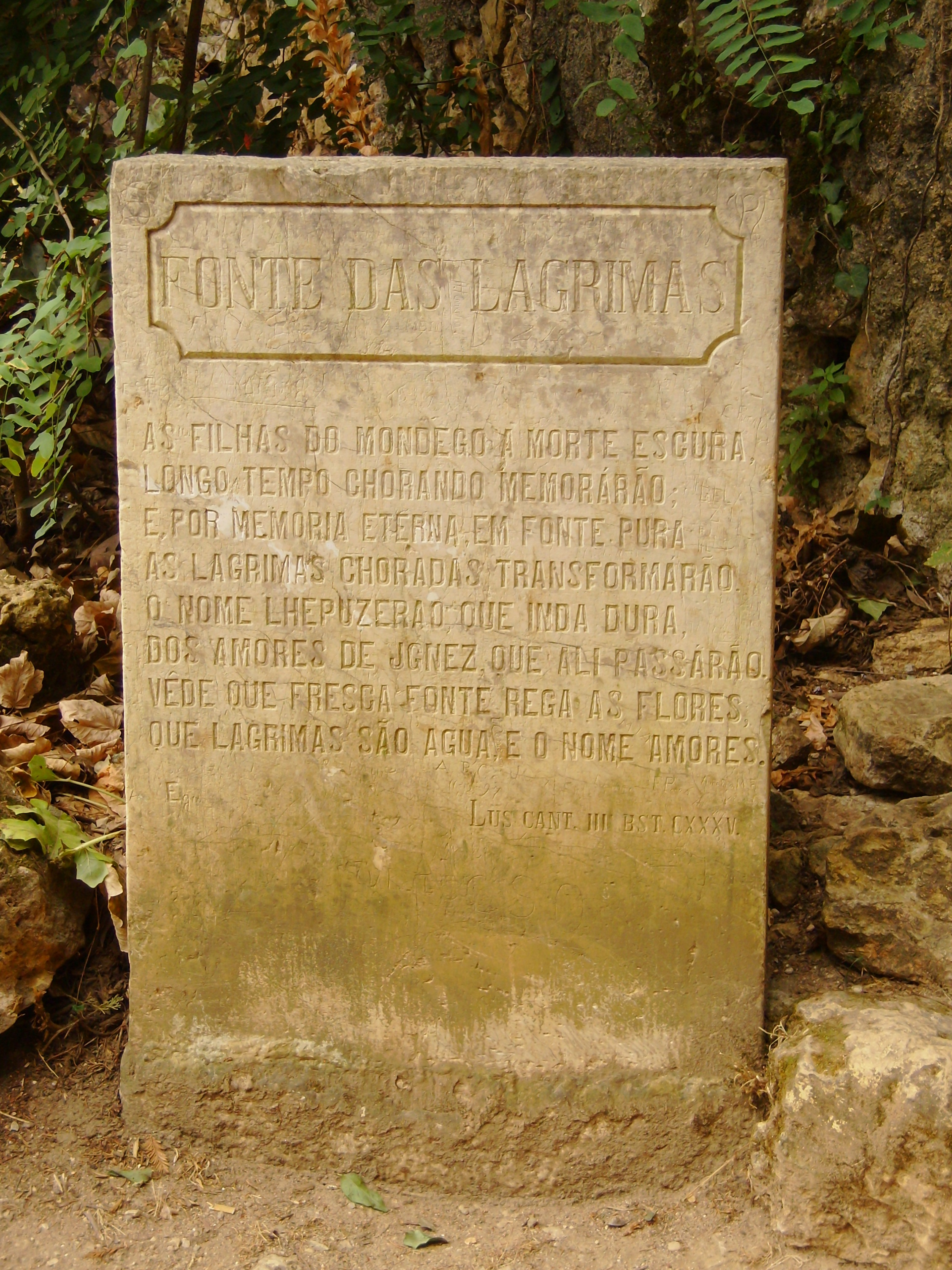
"Font das Lágrimas": làpida amb l'estrofa de Camões
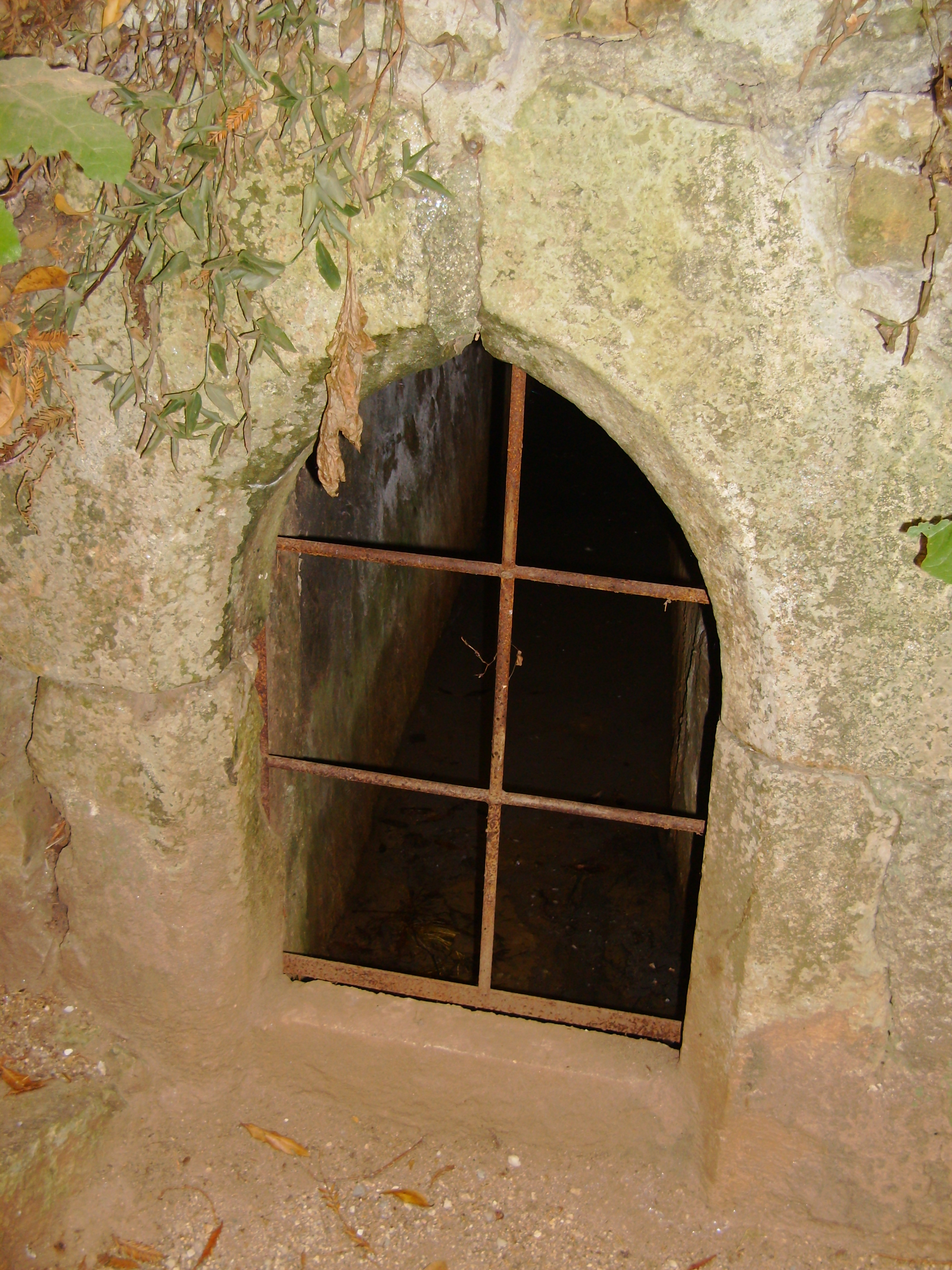
"Font dos Amores": deu
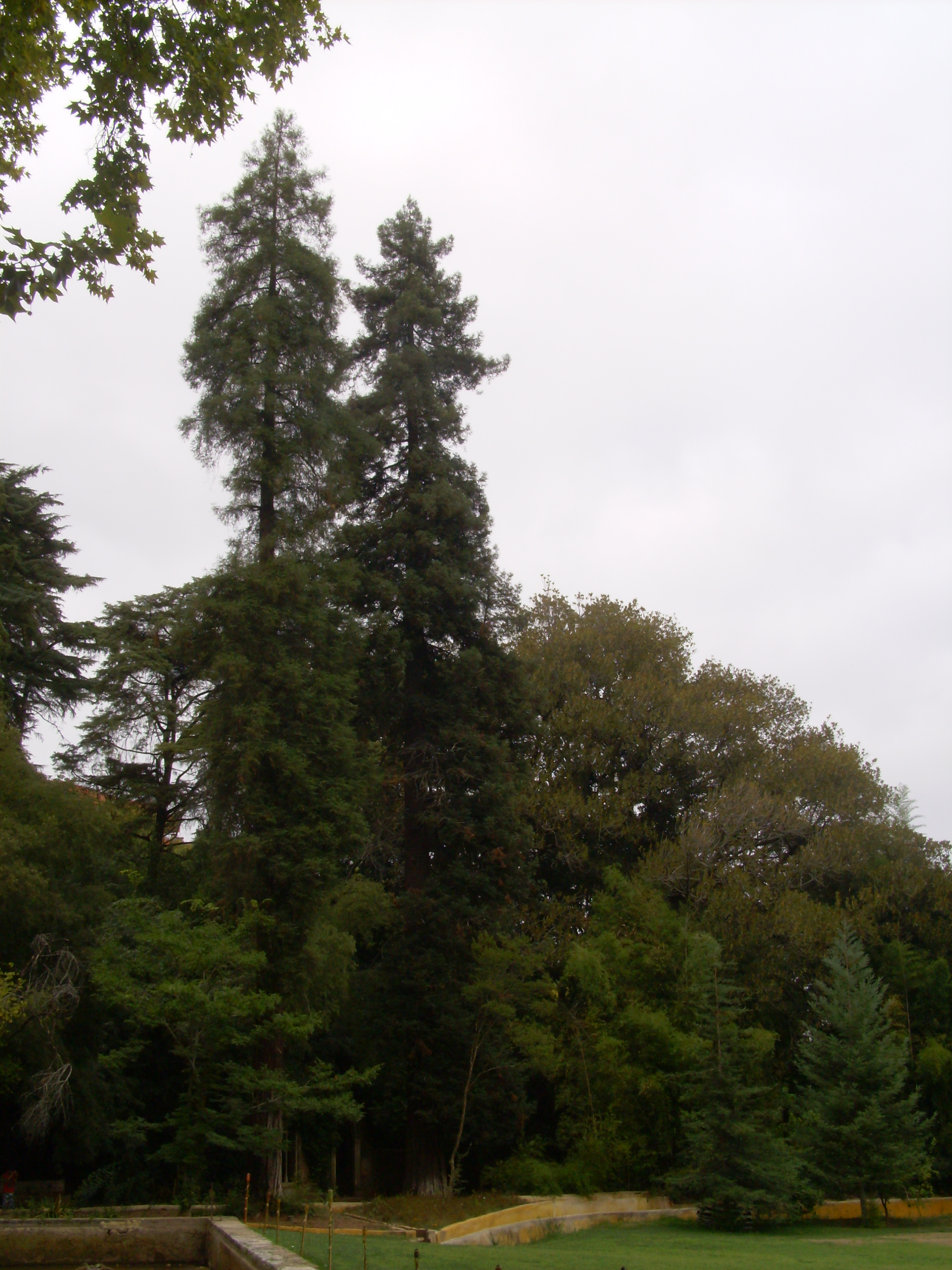
Sequoies Wellington
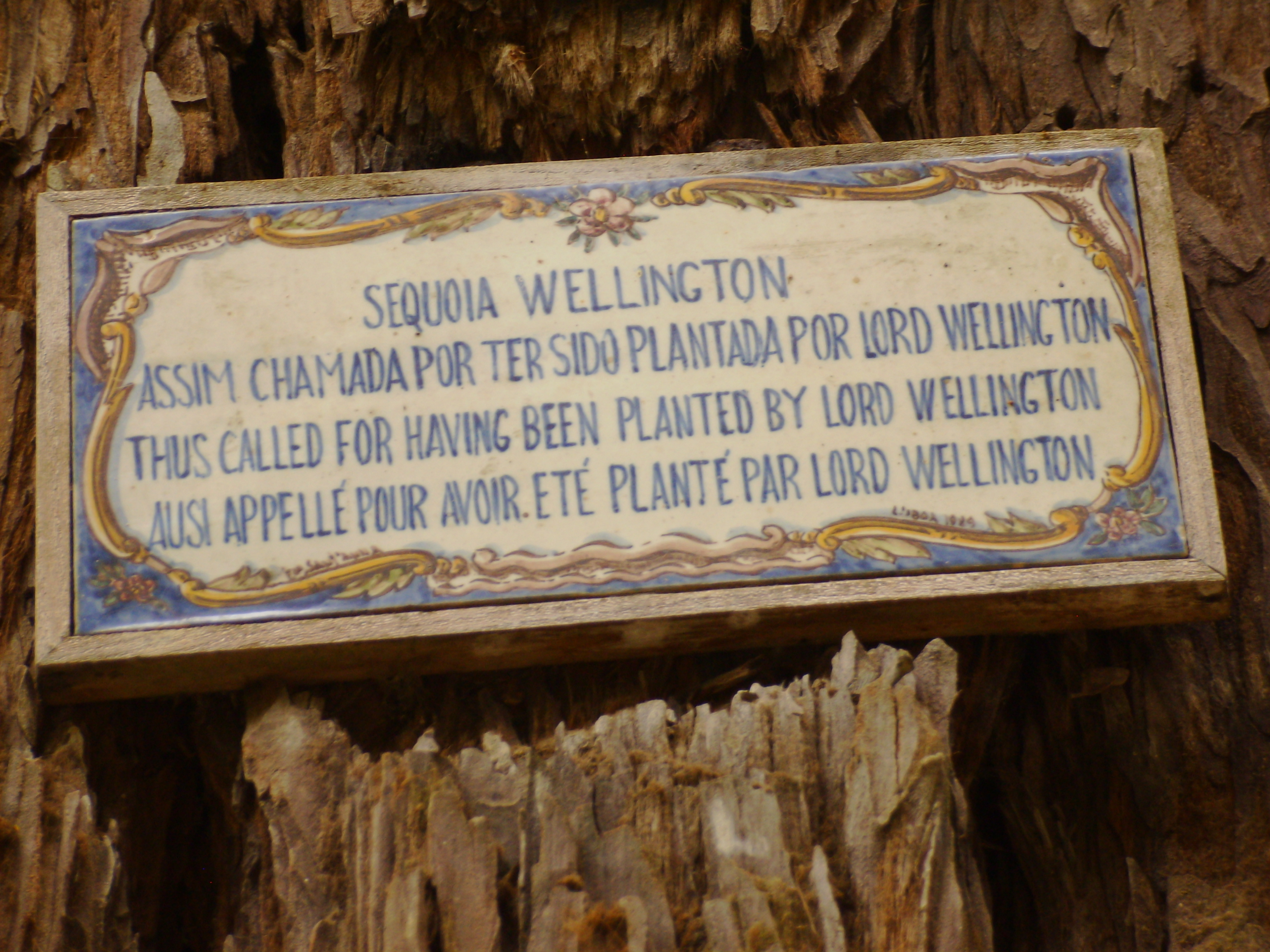
Sequoies Wellington (placa)
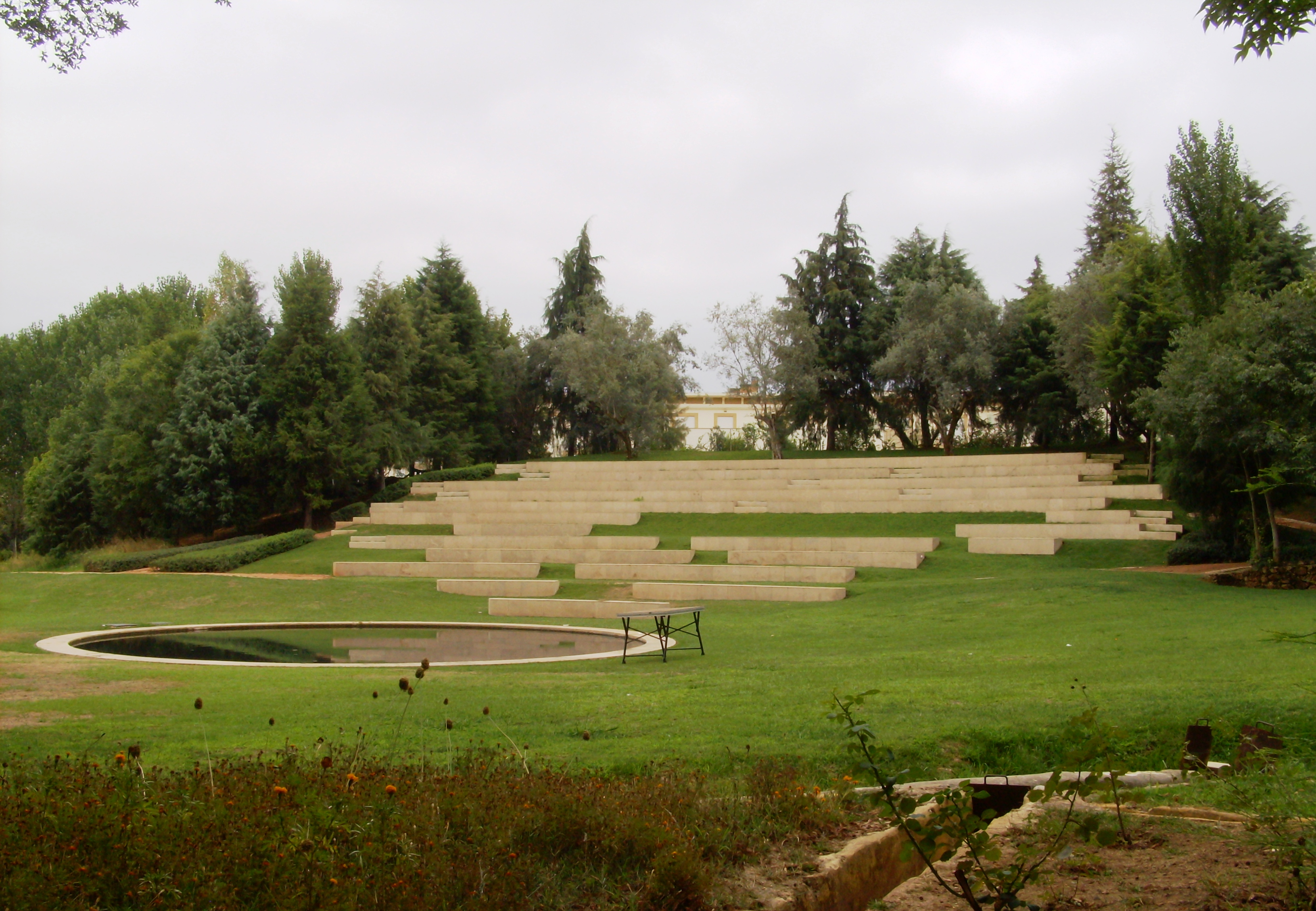
Anfiteatre "Pujol de Camões"